# Дорога сліз
Дорога сліз (англ. Trail of Tears, чер. ᎨᏥᎧᎲᏓ ᎠᏁᎬᎢ) — насильницьке переселення американських індіанців, основну масу яких склали П'ять цивілізованих племен, з їхніх рідних земель на південному сході США на індіанську територію (нині Оклахома) на заході США. Першим було переселено плем'я чокто в 1831 р. По дорозі індіанці страждали від відсутності даху над головою, хвороб та голоду, багато хто померли: лише для племені черокі оцінка числа загиблих по дорозі становить від 4 до 15 тисяч. Разом з індіанцями на індіанські території переселилося безліч чорношкірих — перебувалих у рабстві, що вступили в шлюб з представниками індіанських племен або просто втікачів.

## Передісторія

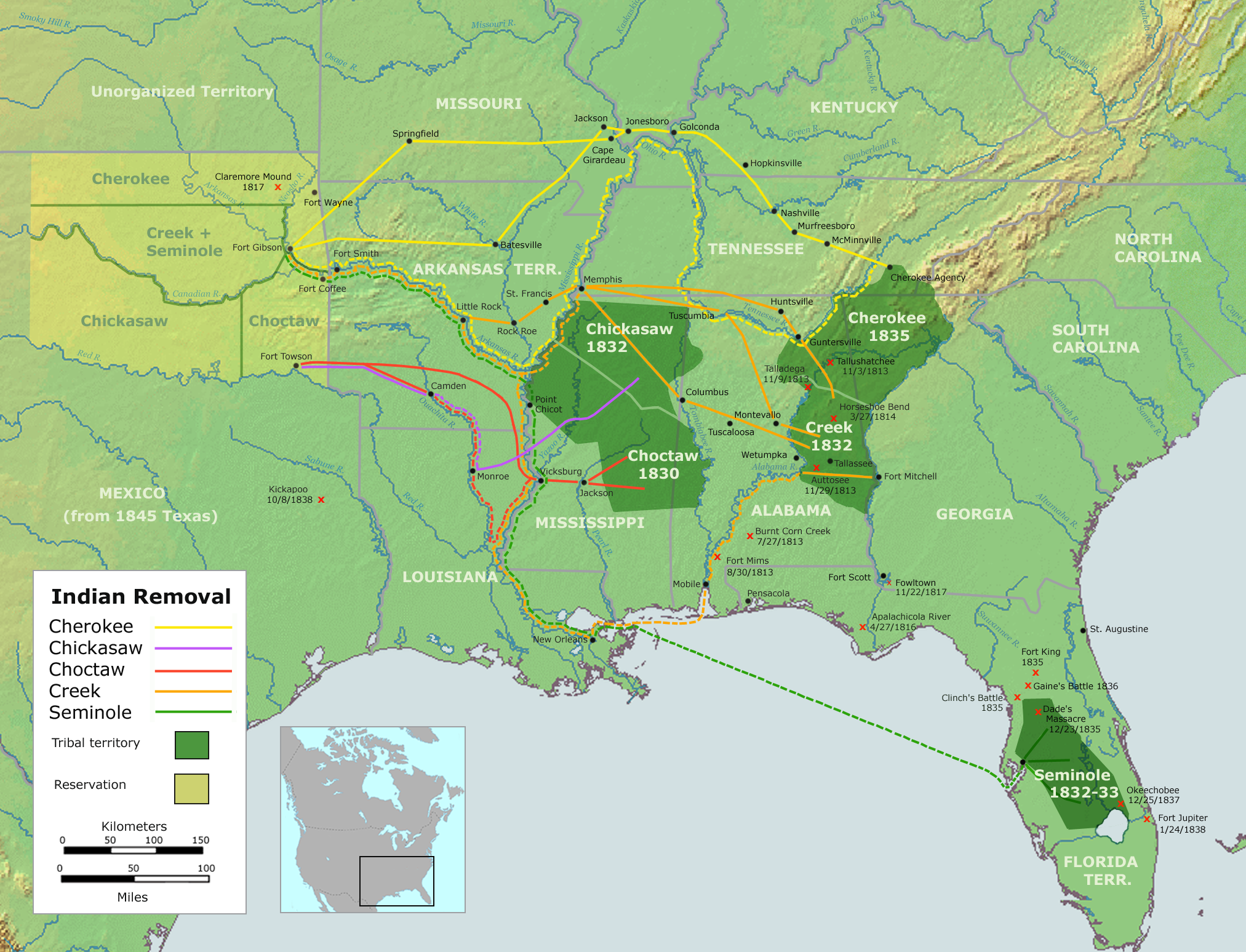
Дорога переселення П'яти цивілізованих племен

До 1830 р. П'ять цивілізованих племен — черокі, чикасо, чокто, кріки та семіноли — являли собою автономні утворення на південному сході США. Набирав сили процес їх культурної трансформації, який почали Джордж Вашингтон та Генрі Нокс; ці племена, особливо черокі та чокто, швидко засвоювали європейські технологічні досягнення та культуру.
Президент Ендрю Джексон був прихильником виселення індіанців з тим, щоб віддати їх землі білим колоністам. За його сприяння був прийнятий Закон про переселення індіанців. В 1831 р. плем'я чокто було виселено першим, потім за їх зразком виселили і решту племен: семінолів у 1832 р., кріків у 1834 р., чікасо у 1837 р., а черокі — у 1838 р.

## Переселення афроамериканців
Разом з індіанцями, яких переселяли на Індійські території вирушило безліч як вільних афроамериканців, так і рабів (або супроводжували своїх господарів-індіанців, або втікачів, тим чи іншим способом приєдналися до індіанських племен).
У перші роки після Дороги сліз статус чорношкірих, які вижили — як рабів, так і вільних — змінювався. Після прибуття на індіанські території чікасо заснували великі ферми, на яких вони використовували працю чорних рабів. Нація чікасо визнала скасування рабства лише в 1866 р. (закони США їх не пов'язували, бо Індіанська територія формально перебувала за межами США), після чого звільнені чорношкірі до 1890-х рр.. мали громадянство Нації чікасо. Колишні раби нації чокто отримали статус Звільнених людей чокто (Choctaw Freedmen). Звільнені раби нації чокто отримали громадянство Нації чокто в 1885 р.